# The Poison
The Poison è l'album di debutto del gruppo musicale gallese Bullet for My Valentine, pubblicato il 3 ottobre 2005 nel Regno Unito dalla Visible Noise Records, il 30 gennaio 2006 in Giappone dalla Sony BMG e il 14 febbraio 2006 negli Stati Uniti dalla Trustkill Records.

## Descrizione
Dall'album sono stati estratti quattro singoli: 4 Words (To Choke Upon), Suffocating Under Words of Sorrow (What Can I Do), All These Things I Hate (Revolve Around Me) e Tears Don't Fall.
L'album è stato nuovamente pubblicato in Europa il 28 agosto 2006, sempre dalla Visible Noise Records, con quattro tracce bonus (due B-side e due tracce dal vivo) e un DVD bonus contenente sei video musicali.

## Tracce
1. Intro – 2:22
2. Her Voice Resides – 4:18
3. 4 Words (To Choke Upon) – 3:47
4. Tears Don't Fall – 5:48
5. Suffocating Under Words of Sorrow (What Can I Do) – 3:35
6. Hit the Floor – 3:30
7. All These Things I Hate (Revolve Around Me) – 3:46
8. Room 409 – 4:01
9. The Poison – 3:39
10. 10 Years Today – 3:55
11. Cries in Vain – 4:00
12. Spit You Out – 4:07
13. The End – 6:45

Tracce bonus nell'edizione giapponese
1. Room 409 (Live)
2. Spit You Out (Live) – 6:47

## Formazione
- Matthew Tuck – voce, chitarra
- Michael Padget – chitarra
- Jason James – basso, voce
- Michael Thomas – batteria

## Classifiche
| Classifica (2005–2013)        | Posizione massima |
| ----------------------------- | ----------------- |
| Austria (Ö3 Austria Top 40)   | 43                |
| Germania (Offizielle Top 100) | 25                |
| Giappone (Oricon)             | 37                |
| Regno Unito (OCC)             | 21                |
| Stati Uniti                   | 128               |
| Stati Uniti (catalog)         | 36                |
| Stati Uniti (heatseekers)     | 2                 |
| Stati Uniti (independent)     | 9                 |
| Stati Uniti (sales)           | 128               |